# Batalla de Ásculo (279 a. C.)
La batalla de Ásculo (Ausculum o Asculum), librada en 279 a. C., fue un enfrentamiento entre las legiones romanas mandadas por el cónsul Publio Decio Mus y el ejército del rey griego Pirro de Epiro, junto con tropas aliadas de tarentinos, oscos y samnitas. Esta fue la segunda batalla del conflicto entre la República romana y Tarento por el control de la Magna Grecia. Se produjo después de la retirada de Pirro tras su fracaso en el intento de reclutar aliados en su camino hacia Roma. Se desarrolló en las colinas cercanas a Ásculo y se saldó con una ajustada victoria de Pirro.

## Antecedentes
A partir del siglo V a. C., la República romana fue conquistando progresivamente toda la Italia peninsular. Tras las guerras latinas, que otorgaron a Roma el control de todo el territorio del Lacio, los samnitas, una tribu muy poderosa que habitaba en el centro de la península, empezaron a oponerse al creciente poder de Roma. Esto llevó a las guerras samnitas, que concluyeron con la conquista de todo el Samnio por parte de Roma. En las Guerras Pírricas los samnitas fueron el pueblo itálico que más apoyó a Pirro de Epiro, debido a su profundo odio a los romanos.
Roma venció sucesivamente a los pueblos del Lacio, a los etruscos, a los galos (quienes se habían instalado en la llanura del Po) a los samnitas y, finalmente, decidió apoderarse del sur de la península itálica, también conocida como la Magna Grecia entre los pueblos helenos. Esta región era un territorio que abarcaba las antiguas colonias griegas de la costa (Tarento y Crotona) y los pueblos nativos del interior (mesapios, oscos, apulios, brucios y daunios).

### Inicio de las Guerras Pírricas

Pueblos en la península itálica durante el

Las Guerras Pírricas tuvieron su origen en una violación por parte de Roma de un antiguo tratado entre esta y la polis griega de Tarento, al enviar una flota en ayuda de la ciudad de Turios contra las incursiones de las tribus de Lucania. Tarento atacó la flota romana, lo que, pese a intentar solucionarlo diplomáticamente, llevó a la declaración de guerra. Los tarentinos pidieron ayuda a Pirro de Epiro, quien aceptó ir en ayuda de Tarento.
Pirro llegó a Italia en el año 280 a. C. con 25 000 soldados y algunos elefantes. El primer enfrentamiento se llevó a cabo en Heraclea de Lucania, donde el romano Publio Levino fue derrotado, perdiendo a más de 7000 hombres. Pese a haber vencido en la batalla, Pirro perdió a un gran número de soldados. Aunque, posiblemente, el golpe más duro que recibió fue que muy pocos nativos itálicos se le unieron en su guerra contra Roma, en contra de lo que él esperaba.
Pirro decidió entonces avanzar hacia la Campania. Al no poder tomar Capua, se dirigió hacia Roma con la esperanza de reclutar pobladores de las ciudades por las que pasaban. Tuvo que dar media vuelta, estando a tan solo 30 km de la ciudad, debido a la falta de apoyo local. Su intención era imponer duras condiciones de paz a Roma, pero esta no aceptó negociar con él. Los romanos devolvieron a Pirro todos los prisioneros que este había hecho liberar para comenzar las negociaciones.
En su retirada hacia el sur desde Roma, Pirro fue alcanzado por el ejército romano en una llanura rodeada de colinas cerca de la ciudad de Ausculum, a 130 km de Tarento.

## Ejércitos
En este segundo encuentro entre las falanges macedonias y las legiones romanas, ambos ejércitos estaban en igualdad numérica. Los romanos tenían un mayor número de soldados de infantería (cuatro legiones, 20 000 romanos, más los aliados daunios) y 300 armas especiales. Pirro desplegó su infantería macedonia y su caballería (sus propias tropas), infantería mercenaria griega, aliados griegos de Italia, incluida la milicia tarentina, la caballería e infantería samnitas y 20 elefantes de guerra. Los griegos tenían ventaja en cuanto a caballería y los elefantes. Para contrarrestar la flexibilidad de las legiones romanas, Pirro mezcló la infantería ligera itálica con sus falanges.
Después de la batalla de Heraclea, donde los elefantes de guerra griegos produjeron un gran impacto sobre los romanos, las legiones se surtieron de proyectiles y armas especiales contra los animales: carros de bueyes equipados con largas picas, recipientes de cerámica ardiendo para asustarlos, además de tropas que se desplegaban para proteger al resto del ejército y lanzar jabalinas y otros proyectiles contra las bestias para que retrocedieran.

## Batalla

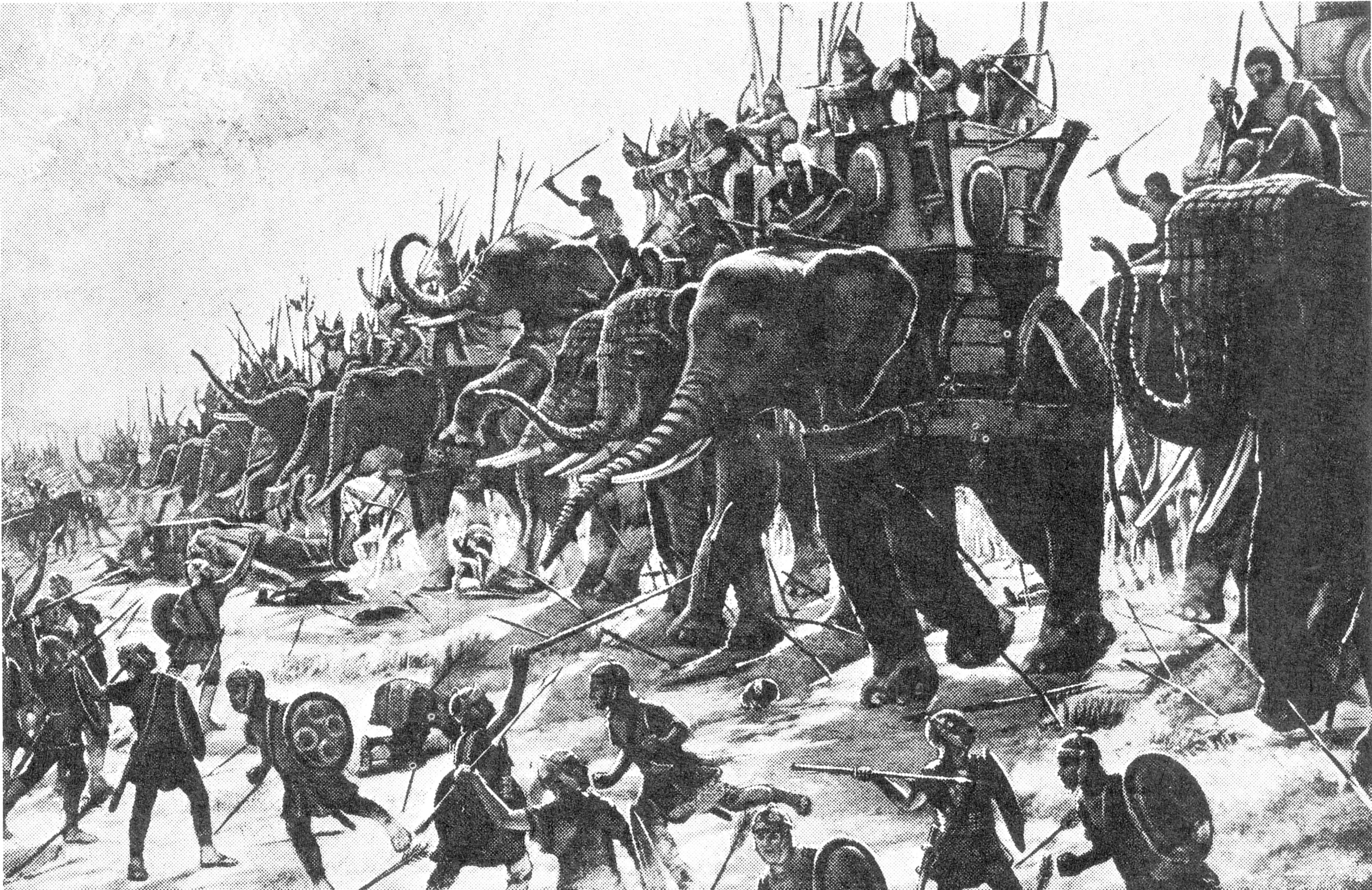
Carga de elefantes contra un ejército romano

La batalla transcurrió durante dos días. Como era normal en aquella época, ambos ejércitos desplegaron su infantería en el centro y la caballería en los flancos. Al principio, Pirro situó a su guardia montada personal y a los elefantes de guerra justo detrás de la infantería como reserva.
En el primer día, la caballería y los elefantes de Pirro fueron bloqueados por los árboles y colinas donde se libraba la batalla. Sin embargo, las falanges no tuvieron inconvenientes en su enfrentamiento con la infantería itálica. Los macedonios derrotaron a la primera legión romana y sus aliados itálicos del ala izquierda, pero la tercera y cuarta legiones vencieron a los tarentinos, oscos y epirotas en el centro, mientras que los daunios atacaban el campamento griego. Pirro envió aparte de su caballería de reserva a tapar el hueco en el centro de su formación y a otro grupo de caballería, más algunos elefantes, para ahuyentar a los daunios. Cuando estos se retiraron hacia una colina escarpada e inaccesible para los animales, decidió desplegar sus elefantes contra la tercera y cuarta legiones. Estas también se refugiaron en las colinas arboladas, pero se vieron imposibilitadas de aprovechar la ventaja, ya que los arqueros y honderos que escoltaban a los elefantes dispararon proyectiles con fuego, incendiando los árboles. Pirro envió a los atamanios, acarnanios (ambos pueblos griegos aliados de los epirotas) y samnitas para forzar a sus adversarios a salir de la arboleda, pero fueron dispersados por la caballería romana. Ambos bandos se retiraron de la batalla al anochecer sin que ninguno hubiera conseguido una clara ventaja.
Al amanecer, Pirro ubicó a su infantería ligera en el duro terreno que había resultado ser un punto débil el anterior día, lo que forzó a los romanos a entablar batalla en campo abierto. Al igual que en Heraclea, las legiones romanas y falanges macedonias trabaron combate hasta que una carga de elefantes apoyados por infantería ligera rompió la línea romana. En ese momento, los romanos enviaron a sus «carros antielefantes», pero estos solo resultaron efectivos durante unos breves instantes, ya que los psiloi, tras rechazar a la caballería romana, arrollaron a los soldados que conducían los carros. Los elefantes cargaron de inmediato contra la infantería, que comenzó a retroceder. Simultáneamente, Pirro cargó con su guardia personal para completar su victoria. Los romanos se retiraron desordenadamente a su campamento.

## Consecuencias

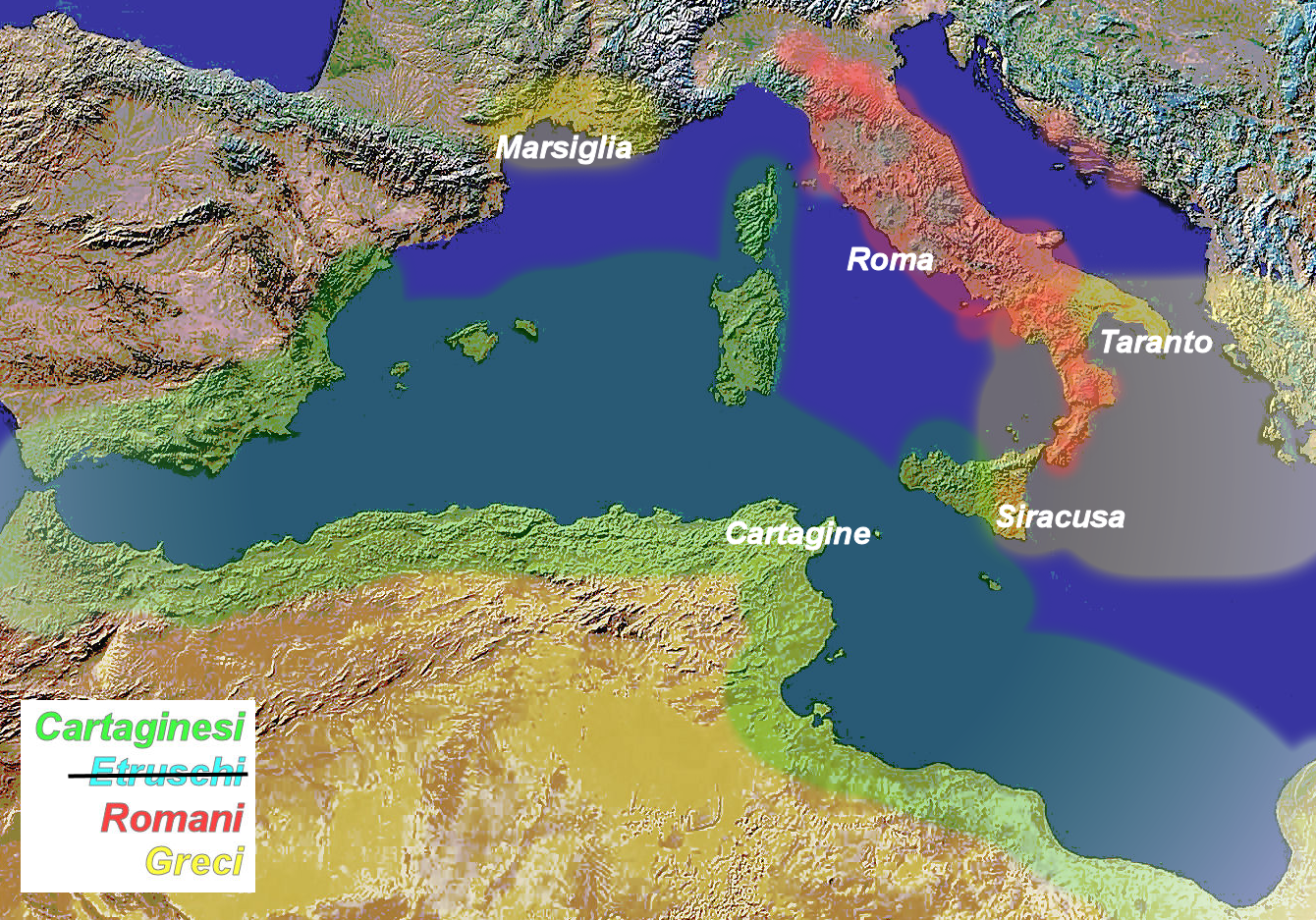
Áreas de influencia durante las guerras pírricas

Los romanos perdieron 6000 hombres y Pirro, 3500, incluidos muchos de sus oficiales. Esta victoria griega, con tan escaso margen y grandes pérdidas, llevó a la creación del término victoria pírrica para referirse a una victoria que se consigue con un gran coste humano. Pirro, en un momento posterior a la batalla, dijo: «Otra victoria como esta y estaremos acabados», aunque otras fuentes sugieren que fue: «Otra victoria como esta y volveré solo a Epiro». Según la tradición Publio Decio Mus murió durante la batalla, al entregar su vida a los dioses a cambio de la victoria; otros escritos sugieren que sobrevivió.
Sabiendo que su situación era desesperada a causa de las grandes pérdidas que había sufrido pese a la victoria, Pirro ofreció una tregua a Roma. Sin embargo, el Senado romano se negó a aceptar cualquier acuerdo mientras Pirro mantuviese sus tropas en territorio italiano. Roma, en cambio, decidió firmar un tratado con Cartago contra Pirro, lo que cortó su carrera militar, ya que las ciudades griegas, a las que él decía defender, sentían que por su culpa habían perdido la oportunidad de aliarse tanto con Roma como con Cartago. La única esperanza griega habría sido aliarse con una de las dos potencias y provocar un enfrentamiento entre ellas.
Muchas de estas ciudades le retiraron el apoyo. Además, el hecho de que pese a seguir venciendo en todas las batallas perdía más hombres de los que se podía permitir, llevó a que se trasladara a Sicilia luego de dos campañas. Allí, los cartagineses ya se encontraban asediando Siracusa, por lo que Pirro se desvió y tomó posiciones en Panormo, negándose a entregar Sicilia a Cartago, y llegó a acorralar a estos en Lilibea. Finalmente, Pirro fue derrotado en suelo itálico en la batalla de Benevento en el año 275 a. C., tras lo cual regresó a su tierra. 

### Obras modernas
- Michael Grant (1987). Historia de Roma. ISBN 01-234-5678-9.
- Theodor Mommsen (2003). Historia de Roma. ISBN 978-84-7506-598-4.